# 九条稙通
九条 稙通（くじょう たねみち） は、戦国時代から安土桃山時代にかけての公卿・古典学者。左大臣・九条尚経の嫡男。官位は従一位・関白、内大臣。九条家16代当主。一字名に玖・身。

## 生涯
永正4年（1507年）1月11日、九条尚経の嫡男として誕生。元服し、九条満家以来の九条家の慣例により、室町幕府10代将軍・足利義稙より偏諱を賜い、稙通と名乗る。若い頃は経済的に困窮し、堺や九州あたりに住んだこともあるとも伝わる。
永正11年（1514年）、父・尚経が従一位に叙せられたのと同時に、稙通も従三位に叙せられる。その後内大臣を経て、天文2年（1533年）には関白および藤氏長者となったが、一年ほどの在席の後、経済的困窮のために未拝賀のまま、翌年の天文3年11月末に辞任。経済的困窮から摂津や播磨方面に居住する。
天文15年（1546年）、九条家の墓所である東福寺塔頭の大機院を重修。
弘治元年（1555年）、従一位に叙せられ、希代例也と公卿補任に書かれる。だが、まもなく出家して、行空、恵空を名乗る。その後は粗末な庵に住み、風雅と修行（後述）に勤しんだと伝わる。
天正元年（1573年）冬、洛西嵯峨野方面を探訪した紀行文である『嵯峨記』を記す。 
天正4年（1576年）頃、安芸に下向しており、現地で源氏物語を講義したことを示す史料がある。
実子として畿内の戦国大名三好氏の一族である十河一存正室となった一人娘がいたが、男子には恵まれず、二条尹房に嫁いだ実姉・経子（つねこ）の孫で大甥に当たる兼孝を養子に迎え、天正2年（1574年）5月には、家領・家伝記録類を兼孝に譲った。また、顕如を猶子としており、こののち天文18年（1549年）に証如から金銭的援助を受けたり、養孫九条幸家の代に至り、東本願寺と西本願寺の両者を結び付くなどの本願寺と九条家との縁が生じることとなる。
文禄3年（1594年）1月5日、薨去。享年88。

## 人物
外祖父（母方の祖父）である三条西実隆の影響を強く受け、古典研究者としても名高い。実隆は稙通に対し『詠歌大概』を講じた上で天正2年に『源氏物語三ヶ大事相伝切紙』、同4年に稙通と中院通勝に対し『百人一首』を伝授した。稙通自身は享禄2年（1529年）に一条兼良の『伊勢物語愚見抄』を書写した『伊勢物語九条禅閤抄』を始め、源氏物語の注釈書として名高い『孟津抄』、天文24年書写の『古今集秒』など多数の書物を著している。『山路の露』『巣守』などのいわゆる「源氏物語の類」についても著作がある。

## 逸話
- 「飯綱の法」と言われる魔術に凝っており、飯綱の法を成就したと本人は悟った、と和歌・連歌の弟子で連歌師の松永貞徳に語った、と伝わる。
- 娘婿である十河氏を助けるために、自らも出陣したことがある。松永貞徳が稙通に聞いた言葉として、「婿の十川（十河）は武勇である」としてその武勇の高かったことを評したと記している[7]。
- 畿内で勢力を奮った戦国武将三好家の当主に一族傍系の十河氏から三好義継が迎えられて就いたのは、義継の実家である十河家の舅である稙通の働きがあったからだとする説がある。三好家と九条家には、12代将軍足利義晴・13代将軍足利義輝（近衛尚通猶子）と三好家の対立、この両将軍の正室を出した近衛家と九条家の対立、という図式から、「三好家・九条家」対「将軍家・近衛家」という勢力関係があった。更に義晴・義輝と将軍職を争った堺公方足利義維・14代将軍足利義栄も「三好家・九条家」陣営にあったとされている。当時三好家中の実力者であった松永久秀の孫が、稙通の門下でもある松永貞徳である。貞徳は11歳頃から稙通門下となっている。
- 尾張の実力ある戦国武将・織田信長が上洛した際、あくまで官位に則り、高位者が低位者に接するに相応しい態度で謁見し、立ったまま「上総殿、御入洛大儀」とだけ声をかけて立ち去り、これにより信長を怒らせた、という話が伝わる。当時の信長は実力はともかく、朝廷尺度の官位では「上総介」でしかない。稙通は「たとえ殺されることになっても、家の恥を後世に残したくない」ためにこのような態度を取ったのだ、と伝わる[8][7]。
- 豊臣秀吉が天正13年（1585年）に関白・藤氏長者となった際（関白相論）、摂関家（藤氏）嫡流は近衛家（近衛流）と九条家（九条流）のどちらであるかの争論が起こったが、『稙通公記別記』に拠れば、九条家は藤原氏伝来の宝物三点（藤氏三宝）が九条家に相伝しているとして、藤氏嫡流を主張した。この三宝とは「大織冠の御影（藤原氏始祖の藤原鎌足の肖像画）」、恵亮和尚筆による「紺紙金泥の法華経」、「小狐の太刀（小狐丸）」であるとされている。小狐の太刀は、往時に菅原道真が祟神となって内裏に落雷をもたらした際（清涼殿落雷事件）、宮中に突然現れた白狐によりもたらされた、という伝承があり、元永元年（1118年）10月26日に「野剣、九条殿、世人云、小狐、無文帯、笏等用之」と記録されているのが初出である[9]。のち応安3年（1370年）8月15日の『後愚昧記』の記述では九条経教が屋外で落雷に遭遇した際、帯びていた小狐丸を抜き放ったところ落雷の軌跡が逸れて、経教は難を逃れた、と書かれるなどの九条家に関する伝承を持っている[10]。ともあれ、この九条稙通の主張や関白相論の混乱を目の当たりにし、近衛家を藤氏長者であるとした上でその猶子（ないしは養子）になることで関白になり、藤原氏をも支配下に置くことで武家社会だけでなく公家社会・朝廷をも支配下に置こうとしていた秀吉は方針を改め、「豊臣氏」という新姓を創氏することとし、それらのいわば一つ上の存在となろうとした、と伝わる[11]。
- 文化人的なつながりから、貴族社会だけではなく、細川幽斎や前田利益などの武家社会、連歌師の里村紹巴や松永貞徳らとも交流があった。
- 里村紹巴に古今の良書を問われた時、歌の本、最近のお奨めなど、どのような質問に対しても「源氏物語」と答え、「60年ほど読んでいるが、全く飽きることはない」と答えている。
- 和歌の門人に、小野お通がいる、とする説がある。
- 養子の兼孝の子である九条幸家は幼い頃から利発で歌の道に優れていた[12]。稙通はこの養孫に期待をしたらしく、源氏伝授を兼孝ではなく幸家に伝授しようとした。しかし、稙通と幸家の歳は79も離れていたため、賀茂社の賀茂尚久に「返し伝授」を託した。尚久は稙通の願いを叶え、元和5年（1619年）、幸家34歳の時に源氏三ヶ秘決を伝授している[13]。

## 系譜
- 父：九条尚経
- 母：三条西保子 - 三条西実隆の娘
- 妻：不詳
- 生母不明の子女
  - 女子：十河一存正室
- 養子
  - 男子：九条兼孝 - 二条晴良長男
  - 男子：尋憲 - 二条尹房の子、興福寺別当
- 猶子
  - 男子：顕如 - 証如の長男